# It-arkitektur
It-arkitektur (eller mere korrekt softwarearkitektur) er et sæt af nødvendige strukturer, der er påkrævet for at kunne facilitere et systems eksterne komponenter, relationerne mellem dem, samt egenskaberne for både relationerne og komponenterne. Ordet refererer ofte til dokumentation af et systems softwarearkitektur. Dokumentation af en softwarearkitektur faciliteterer kommunikationen mellem systemets interessenter, dokumenterer tidligere højniveaus designbeslutninger og tillader genbrug af designkomponenter og designmønstre mellem projekter.
En arkitektur er med andre ord en overordnet strukturel opbygning af et system (f.eks. client-server arkitekturen). En softwarearkitektur fastlægges inden man i detaljer designer sine komponenter, idet komponenterne skal passe ind i arkitekturen, som er den overordnede ramme for systemet. En softwarearkitektur er uofficielt en beskrivelse af grænseflader mellem systemets komponenter og beskrivelse af grænseflader mellem systemet og andre eksterne systemer.
En softwarearkitektur designes ofte af en mindre gruppe af systemets interessenter, som ledes af en softwarearkitekt.